# Verrucaria glauconephela
Verrucaria glauconephela är en lavart som beskrevs av William Nylander. 
Verrucaria glauconephela ingår i släktet Verrucaria och familjen Verrucariaceae. Arten är reproducerande i Sverige.